# Дейнекіна Ірина Іллівна
Ірина Іллівна Дейнекіна (при народженні — Федотова) (нар. 11 листопада 1953) — українська акторка, заслужена артистка України Кіровоградського академічного обласного українського музично-драматичного театру ім. Марка Кропивницького, керівниця народного студентського театру «Резонанс» при Центральноукраїнському державному педагогічному університеті ім. Володимира Винниченка.

## Життєпис
Народилася у викладацькій сім'ї. Батько — кандидат історичних наук, мати — спеціаліст з економічної географії. В 13 років разом з батьками переїхала зі Східного Сибіру в Україну.
Після закінчення середньої школи, поступила на філологічний факультет (відділення російської мови та літератури) Кіровоградського державного педінституту ім. Пушкіна.
Вступила до театру-студії «Резонанс», який очолював Валерій Дейнекін (майбутній чоловік). З 2003 року, після передчасної смерті Валерія Дейнекіна, очолила театр, який того ж року отримав в назві його ім’я.
У 2009 році за вагомий особистий внесок у розвиток культурно-історичної спадщини України, високу професійну майстерність присвоєно почесне звання «Заслужений артист України».

## Акторські роботи
Кропивницький академічний український музично-драматичний театр імені М. Л. Кропивницького

## Режисерські роботи
Театр-студія «Резонанс»
- 2019, 19 червня — «Жорскокий урок» за п’єсою Валентина Красногорова[1]

## Визнання та нагороди
- 2009 — Заслужений артист України